# 토마스와 친구들: 마블러스 머시너리
《토마스와 친구들: 마블러스 머시너리》(영어: Thomas & Friends: Marvellous Machinery)는 2020년 영국의 애니메이션 영화이다. 한국에서는 방영되지 않았다. 따라서 한국어 팬덤에서 번역한 "마블러스 머시너리" 이라는 제목은 방영 전까지는 가제로 남아 있다.
직역하면 <토마스와 친구들: 놀라운 기계들> 정도가 된다. 아마도 소도어섬에 세계 박람회가 열린것으로 보인다.

## 줄거리
토마스는 평소대로 기차 운행을 하던 중 하늘에서 빠르게 날아다니는 무언가를 보게 된다. 그것은 바로 날아다니는 자동차였고, 토마스와 친구들이 자동차의 방향을 따라가니까 로버트 경이 나타난다. 그와 동시에 한 기술자가 함께 나타난다. 그녀는 이것이 자신이 만든 발명품이라고 소개한다. 그녀는 이 발명품을 기술 혁명을 일으킬 발명품을 전시하는 기술박람회에 제출할 것이라고 말한다.
그날 밤, 그 소식을 들은 토마스와 친구들은 자신들의 차고에서 잠을 청하게 되는데, 이들이 미래 기술에 대해 여럿 상상을 하다가, 퍼시가 자신이 주로 하는 일인 우편 열차 배달을 빗대어 상상을 하는데, 언젠가는 편지가 스스로 배달될 수 있다고 상상을 하였다. 그에 토마스는 사람들이 토마스를 탑승하는 것을 거부하고 스스로 제트팩을 통해 날아 다닐 수 있게 되는 것을 상상한다. 결국 기술의 발전에 의해 자신들이 사라지고 다른 발명품으로 대체될 것이라는 공포에 사로잡혀서 지난 시간 보다 더 열심히 일하려고 하는 모습을 보인다.
한편 기술 박람회에서 새로 만들어진 기술을 훔쳐가기 위해서 두 도둑이 기술 박람회 몰래 잠입하게 된다. 이 도둑은 기관차 '소니'를 몹쓸 고물 취급을 하면서 막 대하기 시작하는데, 소니는 이들을 보며 언짢아한다.
기술박람회는 밤에 시작되었는데, 새로운 형태로 구동하는 기관차인, 신칸센을 모티브로 한 캐릭터 '켄지'가 공개되고, 기술의 혁명을 가져다 줄 기관차라고 소개한다. 많은 기관차들은 켄지를 환영하려 하지만 토마스는 켄지 같이 전기로 움직이는 기관차들이 점점 많아진다면 최종적으로 자신들이 모두 사라지고 전기 기관차로 대체될 것이라고 생각하며 경계하게 된다.